# Juan Domínguez Otaegi
Juan Domínguez Otaegui (Sant Sebastià, 29 de desembre de 1983) és un futbolista basc, que ocupa la posició de davanter.
Es va formar a la Reial Societat, amb qui debuta a la màxima categoria en el primer equip a la campanya 04/05. Després de ser cedit a la SD Eibar i a la Real Unión, deixa el club basc i fitxa per la UE Lleida, de Segona B. El 2008 s'hi incorpora de nou al Real Unión, amb qui aconsegueix l'ascens a Segona Divisió.